# 查普爾希爾 (新澤西州)
查普爾希爾（英語：Chapel Hill）是位於美國新澤西州蒙茅斯縣的非建制地區。

## 歷史
查普爾希爾的郵局於1849年設立，其後於1909年停運。

## 地理
查普爾希爾所處的海拔為高於海平面64米（即210英呎），而該地所採用的時區為UTC-5，即北美东部时区（EST）。同時該地設有夏令時間，為UTC-5調快一小時，即UTC-4（EDT）。